# СММ+ Каратамак
Футбольний клуб «СММ+» Каратамак або просто «СММ+» (туркм. «Sarydaş» futbol kluby, Serdar) — туркменський професіональний футбольний клуб із містечка Каратамак, неподалік від Ашгабату.

## Історія
Футбольний клуб «СММ+» було засновано в містечку Каратамак в 1998 році. Спочатку команда виступала в Першій лізі. В сезоні 2000 року «СММ+» дебютував у Вищій лізі. Команда посіла 6-те місце, але вже наступного сезону припинила свої виступи. Пізніше клуб відновив свої виступи, але в Першій лізі.

## Досягнення
- Чемпіонат Туркменістану
  - 6-те місце (1) — 2000

- Кубок Туркменістану
  - 1/4 фіналу (2) — 1998, 2000